# Día naranja (película)
Día naranja es una película coproducida de Venezuela, Colombia y Argentina dirigida por la venezolana Alejandra Szeplaki que se estrenó el 22 de septiembre de 2011 en Argentina.

## Sinopsis
Tres mujeres de distintas ciudades de Latinoamérica, Ana en Buenos Aires, Sol en Bogotá y Patricia en Caracas, viven un día en el que se enfrentan simultáneamente a la duda de hacer o no una prueba de embarazo.

## Elenco
- Carolina Riveros - Patricia
- Bernarda Pagés - Ana
- Martina García - Sol
- Andrés Suárez - Carlos
- Juan Pablo Raba - Leo
- Martín Borisenko - Juan
- Reinaldo Zavarce - Víctor
- Carolina Torres
- Gabriela Lerner
- Jimena De la Torre
- Juan Pablo Shuk
- Marisa Román
- Michelle Manterola